# Эсагила
Эсагила (шумерск. «дом поднятой головы») — храм, посвященный Мардуку, богу-покровителю Вавилона. Крупный культурный центр Древнего мира, расположенный в современном Ираке.
В этом храме находились изображения Мардука и других покровителей городов, попавших под вавилонское владычество в XVIII веке до нашей эры. Кроме того, на территории храма располагался небольшой водоём, названный Абзу, который являлся образом отца Мардука, Энки, который был богом всех пресных вод.
Комплекс Эсагилы, строительство которого было окончательно завершено при Навуходоносоре II (604—562 годы до н. э.), располагался в центре Вавилона. Комплекс включал в себя большой двор (площадью около 40 × 70 метров), включавший в себя малый двор (площадью около 25 × 40 метров), и, наконец, центральный храм, состоявший из передней части и святая святых, где стояли статуи Мардука и его супруги Царпанит.
Согласно Геродоту, персидский царь Ксеркс I убрал из Эсагилы статую, когда он затопил Вавилон в 482 году до н. э., а также осквернил и разграбил комплекс вместе с городом. Позднее Александр Македонский приказал отреставрировать Эсагилу и храм продолжал функционировать в течение II века до нашей эры, являясь одним из последних оплотов вавилонской культуры и клинописи, но, когда Вавилон оказался под владычеством Парфянского царства в I веке до нашей эры, пришел в упадок.
Из огромной кучи мусора, находившейся над её развалинами, Эсагила была раскопана Робертом Кольдевеем в ноябре 1900 года, но он не стал серьезно изучать её до 1910 года. Повышение уровня грунтовых вод уничтожило значительную часть высушенных на солнце кирпичей и других старых материалов. Было найдено много глиняных табличек.